# Williams FW31
Chronologie des modèles (2009)
Williams FW30 Williams FW32
La Williams FW31 est la monoplace de Formule 1 engagée par l'équipe AT&T Williams en championnat du monde de Formule 1 2009.
Officiellement présentée le lundi 19 janvier 2009, cette monoplace tient compte des modifications de règlements introduites en 2009 et présente un aileron avant élargi, un aileron arrière rétréci et relevé, et des pneus slicks. Elle a effectué son premier roulage le lundi 19 janvier 2009, sur l'Autódromo Internacional do Algarve à Portimao, au Portugal.
Ses pilotes sont l'Allemand Nico Rosberg et le Japonais Kazuki Nakajima. Son pilote de réserve est l'Allemand Nico Hülkenberg.

## Résultats en championnat du monde de Formule 1
| Saison | Écurie        | Moteur        | Pneus       | Pilotes         | Courses | Courses | Courses | Courses | Courses | Courses | Courses | Courses | Courses | Courses | Courses | Courses | Courses | Courses | Courses | Courses | Courses | Points inscrits | Classement |
| Saison | Écurie        | Moteur        | Pneus       | Pilotes         | 1       | 2       | 3       | 4       | 5       | 6       | 7       | 8       | 9       | 10      | 11      | 12      | 13      | 14      | 15      | 16      | 17      | Points inscrits | Classement |
| ------ | ------------- | ------------- | ----------- | --------------- | ------- | ------- | ------- | ------- | ------- | ------- | ------- | ------- | ------- | ------- | ------- | ------- | ------- | ------- | ------- | ------- | ------- | --------------- | ---------- |
| 2009   | AT&T Williams | Toyota RVX-09 | Bridgestone |                 | AUS     | MAL**   | CHI     | BAH     | ESP     | MON     | TUR     | GBR     | ALL     | HON     | EUR     | BEL     | ITA     | SIN     | JAP     | BRÉ     | ABU     | 34,5            | 7e         |
| 2009   | AT&T Williams | Toyota RVX-09 | Bridgestone | Nico Rosberg    | 6e      | 8e      | 15e     | 9e      | 8e      | 6e      | 5e      | 5e      | 4e      | 4e      | 5e      | 8e      | 16e     | 11e     | 5e      | Abd     | 9e      | 34,5            | 7e         |
| 2009   | AT&T Williams | Toyota RVX-09 | Bridgestone | Kazuki Nakajima | Abd     | 12e     | Abd     | Abd     | 13e     | 15e*    | 12e     | 11e     | 12e     | 9e      | 18e     | 13e     | 10e     | 9e      | 15e     | Abd     | 13e     | 34,5            | 7e         |

Légende : ici 
- * : Le pilote n'a pas fini la course, mais a été classé parce qu'il a parcouru plus de 90 % de la distance de la course.
- ** : La moitié des points a été distribuée parce que la course a été réduite de moins de 75 % de la distance de la course.